# Funifera ericiflora
Funifera ericiflora är en tibastväxtart som först beskrevs av Ernest Friedrich Gilg och Markgraf, och fick sitt nu gällande namn av Domke. Funifera ericiflora ingår i släktet Funifera och familjen tibastväxter. Inga underarter finns listade i Catalogue of Life.